# Campus de Patos de Minas da Universidade Federal de Uberlândia
Trata-se de uma unidade da Universidade Federal de Uberlândia - (UFU) localizada na cidade de Patos de Minas, na região do Alto Paranaíba em Minas Gerais, em funcionamento desde 2010.

## Cursos
O campus mantém três cursos de graduação: Biotecnologia, Engenharia de Alimentos e Engenharia Eletrônica e de  Telecomunicações.
Os três cursos contam com duas entradas anuais, no primeiro e segundo semestres. O ingresso é feito por meio do  SISU. Nas três opções são ofertadas por semestre 30 vagas. 

## Campus
Atualmente a UFU - Patos de Minas não dispõe de campus próprio. As atividades administrativas funcionam provisoriamente no Palácio Dona Filomena, antiga sede da Prefeitura de Patos de Minas, no centro da cidade. As aulas teóricas e algumas aulas práticas estão sendo ministradas campus do Centro Universitário de Patos de Minas, no bairro Alto Caiçaras.

### Polêmicas na construção do Campus
As obras para a construção da sede definitiva do campus estão atualmente embargadas pela Justiça Federal por suspeita de favorecimento no processo de doação do terreno. A proposta vencedora, a de um terreno de 30 hectares na região de Trinta Paus, foi escolhida por ter oferecido, além do terreno, a doação da infra-estrutura básica, como asfalto, luz e esgoto. Contudo, os demais concorrentes e o Ministério Público Federal reclamam que tal diferencial não foi expresso no edital de doação do terreno.
A Procuradoria da República acusou a então prefeita da cidade Maria Beatriz Savassi, o então reitor da UFU Alfredo Júlio Fernandes Neto por improbidade administrativa. Segundo o órgão, o grupo composto por outras treze pessoas, que incluem funcionários da Universidade e familiares da prefeita teriam manipulado o processo de escolha do terreno para enriquecimento próprio. O vencedor da seleção é cunhado da ex-prefeita e dono de outros terrenos na mesma região, que seriam valorizados com a construção do campus. O processo ainda não foi julgado pela Justiça.